# Megacle (arconte eponimo)
Megacle (in greco antico: Μεγακλῆς?, Megaklès; Atene, ... – ...; fl. VII secolo a.C.) è stato un politico ateniese, arconte eponimo in un periodo tra il 636 e il 624 a.C., quando Cilone tentò senza successo di prendere il controllo della città.
Megacle fu condannato per l'omicidio di Cilone, il quale era stato ucciso coll'inganno dopo che si era rifugiato sull'Acropoli come supplice di Atena, e fu esiliato dalla città con tutti gli Alcmeonidi, il cui nome fu macchiato per generazioni; ancora nel 432 a.C. Sparta poteva ritenere impuri i discendenti di Megacle.
Ebbe un figlio, Alcmeone, che comandò i soldati ateniesi durante la Prima guerra sacra.